# Janez Vajkard Valvasor
Johann Weikhard Freiherr von Valvasor (esloveno Janez Vajkard Valvasor) o simplemente Valvasor (Carniola, bautizado el 28 de mayo de 1641-Krško, Carniola, septiembre u octubre de 1693) fue un noble, científico, polímata de Carniola y miembro de la  Royal Society de Londres.

## Biografía
No se sabe ni la fecha ni el lugar exactos de su nacimiento; solo se sabe que fue bautizado en la  catedral de San Nicolás de Liubliana y que fue el duodécimo hijo de Bartholomäus y Anna Maria Freiin von Rauber, residentes tanto en el Castillo Medija en Izlake y en la parte vieja de Libliana. 
Su padre falleció cuando él tenía doce años y estudió en un colegio jesuita, donde se graduó en 1658. En vez de seguir su formación académica en una universidad, decidió embarcarse en un viaje de catorce años por toda Europa y el norte de África para expandir horizontes. Durante este periodo, se alistó en la armada durante la Guerra otomano-hasbúrgica. 
Poco después, casó con Anna Rosina Grafenweger en 1672, adquiriendo el Castillo Bogenšperk cerca de Litija, donde estableció una tienda de artesanías de pinturas, grabados, impresiones y escritos, y donde dilapidó su fortuna publicando sus libros y hubo de vender el castillo a la Archidiócesis católica de Zagreb, la cual trasladó la biblioteca y 7300 dibujos a Croacia donde forman parte de los archivos estatales de Croacia. Valvasor murió en 1693 en Krško.

## Legado
Su obra más importante es sin duda La Gloria del Ducado de Carniola (en alemán: Die Ehre deß Herzogthums Crain, en esloveno, Slava vojvodine Kranjske), de 1689, con 15 tomos, 3532 páginas, 528 ilustraciones y 24 apéndices, que ofrece una descripción de la Carniola de la época. Además, documentó por primera vez la leyenda de un vampiro de Istria llamado Jure Grando; fue pionero en hablar del karst, y su extenso trabajo de 1687 sobre la hidrología del intermitente lago Cerknica le propició ser nombrado miembro de la Royal Society.

## Obra
- Dominicae passionis icones, 1679, reimpresa en 1970
- Topographia arcium Lambergianarum id est arces, castella et dominia in Carniolia habita possident comités a Lamberg; Bagenspergi (Bogenšperg), 1679, reimpresa en 1995
- Topographia Archiducatus Carinthiae modernae: das ist Controfee aller Stätt, Märckht, Clöster, undt Schlösser, wie sie anietzo stehen in dem Ertzhertzogthumb Khärnten; Wagensperg in Crain (Bogenšperg), 1681; Nürnberg, 1688
- Carniolia, Karstia, Histria et Windorum Marchia, Labaci (Ljubljana) 1681
- Theatrum mortis humanae tripartitum: figuris aeneis illustratum: das ist: Schau-Bühne des menschlichen Todts in drey Theil : mit schönen Kupffer-Stichen geziehrt vnd an Tag gegeben; Laybach, Saltzburg (Ljubljana, Salzburg); 1682
- Topographia Archiducatus Carinthiae antiquae & modernae completa: Das ist Vollkommene und gründliche Land - Beschreibung des berühmten Erz - Herzogthums Kärndten; Nürnberg 1688
- Opus insignium armorumque … ; (1687-1688)
- Die Ehre dess Hertzogthums Crain: das ist, Wahre, gründliche, und recht eigendliche Belegen- und Beschaffenheit dieses Römisch-Keyserlichen herrlichen Erblandes; Laybach (Ljubljana) 1689